# بيتر جي. نيومان
بيتر جي. نيومان (بالإنجليزية: Peter G. Neumann)‏ هو مهندس وعالم حاسوب أمريكي، ولد في 1932.